# Sant Julià i Santa Basilissa de Fortià
Sant Julià i Santa Basilissa de Fortià és una església del municipi de Fortià (Alt Empordà) inclosa en l'Inventari del Patrimoni Arquitectònic de Catalunya.

## Descripció
L'església de Sant Julià i Santa Basilissa està situada al centre del poble, al costat de la Plaça de Catalunya. Aquesta és una església d'una sola nau amb capelles laterals i absis poligonal. La nau està dividida en tres crugies per dos arcs torals apuntats. Les voltes de la nau, del presbiteri i de la majoria de les capelles laterals són de creueria. Hi ha un cor també d'arc rebaixat i volta, també de creueria.
Al frontis hi ha la portalada, rectangular. La llinda de la porta té una inscripció en llatí i la data 1573. Sobre la llinda veiem un guardapols i una fornícula sense imatge emmarcada per una arquivolta de mig punt que sobresurt del mur. Al centre de la façana també hi trobem un rosetó. Al costat esquerre de la façana hi ha el campanar, de planta quadrada, amb dos pisos d'arcs de mig punt i coberta apiramidada. A la part alta trobem una gàrgola a cada costat. A l'altre costat de la façana veiem una altra torre, construïda al segle xx, d'alçada inferior que la primera, també de planta quadrada però aquesta és totalment cega, i només a la zona posterior té una obertura que és rectangular. A la part superior de la façana entre les dues torres, hi ha merlets esglaonats, decoratius. El mur lateral dret està en part arrebossat, a diferència de la resta de l'església a on podem veure l'aparell. L'absis és de planta poligonal, de cinc cares, i a cada un dels angles hi ha contraforts de carreus entre els quals hi ha finestres de mig punt.
Dins del temple hi ha fins a fins a vuit làpides i dues osseres datades entre el segle xvii i el xx, algunes de les quals en molt bon estat de conservació. És l'únic testimoni dels enterraments anteriors a l'època del nou cementiri.

## Història
El temple de Sant Julià és un edifici d'estil gòtic tardà, bastit entre el segle xv i XVI, acabat de bastir a la segona meitat del segle xvi, data que figura a la portada. Probablement aquesta església va ser construïda en substitució de l'anterior, documentada des del segle xii, que va quedar molt malmesa per causa de l'aiguat del 1421.